# José Guilherme Calvão Borges
José Guilherme Calvão Borges ComA • MOSD • MPMM • MPCE (Chaves, 10 de Março de 1931 - Lisboa, 25 de Abril de 2001) foi um militar e heraldista português.

## Biografia
Nasceu em Chaves, a 10 de Março de 1931, filho de Luiz Borges Júnior e Isabel Maria Calvão, foi baptizado em Vilela Seca a 5 de Abril do mesmo ano.
Licenciou-se em Engenharia Aeronáutica pela Faculdade de Ciências 
da Universidade de Michigan (USA). Seguiu a carreira militar, atingindo os postos de Major-General e de Brigadeiro Aeronáutico.

## Exerceu funções
- Comando logístico e Administrativo das Oficinas Gerais de Material Aeronáutico
- Comando do Estado-Maior da Força Aérea no Instituto de Altos Estudos da Força Aérea
- Professor de Engenharia Aeronáutica na Academia Militar
- Delegado Nacional no AGARD (OTAN)
- Membro da Comissão do AGARD para o Conselho do Instituto VON KARMAN, em Bruxelas
- Presidente da Comissão Coordenadora da Informática das Forças Armadas do Estado-Maior-General das Forças Armadas

## Condecorações
- Medalha Militar de Prata de Comportamento Exemplar de Portugal (? de ? de 19??)
- Medalha Militar de Ouro de Bons Serviços de Portugal (? de ? de 19??)
- Medalha de 1.ª Classe de Mérito Militar de Portugal (? de ? de 19??)
- Comendador da Ordem Militar de São Bento de Avis de Portugal (14 de Julho de 1983)[1]
- Cavaleiro da Ordem Equestre do Santo Sepulcro de Jerusalém do Vaticano ou da Santa Sé (11 de Abril de 1990)[2]

## Genealogista e Heraldista
- Académico Correspondente da Academia Portuguesa da História
- Sócio da Associação dos Arqueólogos Portugueses
- Sócio do Instituto Português de Heráldica
- Sócio da Sociedade Histórica da Independência de Portugal
- Sócio Fundador da Associação Portuguesa de Genealogia
- Presidente da Comissão de Heráldica do Conselho de Nobreza

## Trabalhos científicos publicados
- A Família Flaviense de Camões (1974)
- Os Camões Flavienses (1978)
- Heráldica dos Camões Flavienses (1979)
- Genealogia dos Camões Flavienses (1981)
- A Família de Camões (novos documentos) (1986)
- Camões e Chaves (1989)

Escreveu sobre Genealogia dezoito extensos trabalhos, para além de mais uma dúzia sobre Heráldica.